# Zacayo
Zacayo är en ort i Mexiko.   Den ligger i kommunen Matlapa och delstaten San Luis Potosí, i den sydöstra delen av landet, 210 km norr om huvudstaden Mexico City. Zacayo ligger 331 meter över havet och antalet invånare är 963.
Terrängen runt Zacayo är kuperad norrut, men söderut är den bergig. Runt Zacayo är det tätbefolkat, med 476 invånare per kvadratkilometer. Närmaste större samhälle är Tamazunchale, 14,3 km sydost om Zacayo. I omgivningarna runt Zacayo växer i huvudsak städsegrön lövskog.